# Rejon lew-tołstowski
Rejon lew-tołstowski (ros. Лев-Толстовский район) – jednostka administracyjna wchodząca w skład obwodu lipieckiego w Rosji.
Centrum administracyjnym rejonu jest osiedle robotnicze (w latach 1927–2005 – osiedle typu miejskiego) Lew Tołstoj.

## Geografia
Powierzchnia rejonu wynosi 968,20 km².
Graniczy z rejonami obwodu lipieckiego: czapłygińskim, dankowskim, dobrowskim i lebiediańskim oraz z obwodem riazańskim.
Głównymi rzekami są: Guszczina Riasa, Jagodnaja Riasa i Rakowaja Riasa.

## Demografia
W 2018 rejon zamieszkiwało 16 740 mieszkańców.

## Podział administracyjny
W skład rejonu wchodzi: 10 osiedli wiejskich (sielsowietów) i 45 miejscowości.